# ابن ضویان
ابراهیم ابن ضُوَیّان (۱۸۵۸–۱۹۳۵م) (نسب: ابراهیم بن محمّد بن سالم بن ضویّان) فقیه حنبلی، نسب‌شناس و تاریخ‌نگار نجدی عربستانی بود. از اهالی شهر رس، در نجد و به قبلیهٔ بنی‌زید منتسب بود. قضاوت در زادگاهش را برگرفت. منار السبیل، أنساب أهل نجد، فی التاریخ از آثار اوست. سه سال پیش از درگذشت، نابینا شد.